# Stiphidion
Genre
Synonymes
- Amarara Marples, 1959

Stiphidion est un genre d'araignées aranéomorphes de la famille des Stiphidiidae.

## Distribution
Les espèces de ce genre se rencontrent dans l'Est de l'Australie et en Nouvelle-Zélande.

## Liste des espèces
Selon World Spider Catalog (version 17.0, 16/05/2016) :
- Stiphidion adornatum Davies, 1988
- Stiphidion diminutum Davies, 1988
- Stiphidion facetum Simon, 1902
- Stiphidion raveni Davies, 1988

## Publication originale
- Simon, 1902 : Descriptions de quelques arachnides nouveaux de la section de Cribellatés. Bulletin de la Société Entomologique de France, vol. 1902, p. 240-243 (texte intégral).